# Leonida Bissolati
Leonida Bissolati, nato Leonida Bergamaschi (Cremona, 20 febbraio 1857 – Roma, 6 maggio 1920), è stato un politico italiano, uno dei fondatori del Partito Socialista Riformista Italiano.

## Biografia
Fu uno dei più importanti dirigenti del movimento socialista italiano a cavallo tra il XIX e il XX secolo.

### La famiglia e gli studi
Nacque dalla relazione tra Stefano Bissolati, canonico, e Paolina Caccialupi, moglie di Demetrio Bergamaschi; gli fu pertanto inizialmente imposto il cognome di quest'ultimo. Nel 1861 Stefano smise l'abito talare e nel 1865, essendo Paolina rimasta vedova, la sposò, adottando il figlio. La scelta di tornare allo stato laicale fu dettata da una profonda crisi di coscienza, dovuta tra l'altro all'atteggiamento della Chiesa cattolica nei confronti del mondo moderno e in particolare del Risorgimento italiano.
Leonida Bissolati si laureò in legge a vent'anni all'Università di Bologna.
Nella sua città natale esercitò la professione di avvocato, pubblicando anche numerosi articoli su riviste e quotidiani.
Nel 1885 sposò Ginevra Coggi, morta di tisi nel 1894. In seguito ebbe come compagna Carolina Cassola, in libera unione fino alle nozze avvenute nel 1913.

### L'impegno nel Partito Socialista Italiano
Dal 1880 e per 18 anni fu eletto consigliere comunale a Cremona, inizialmente nelle file dei radicali, per poi aderire ai movimenti socialisti.
Rivestì incarichi all'Assessorato all'istruzione.
Tra il 1889 e il 1895 organizzò le agitazioni contadine e le lotte sociali per ottenere migliori condizioni di vita nelle campagne.
Nel 1889 fondò L'Eco del Popolo, che successivamente divenne l'organo locale del Partito Socialista Italiano, e pubblicò una parziale traduzione del Manifesto di Marx ed Engels.

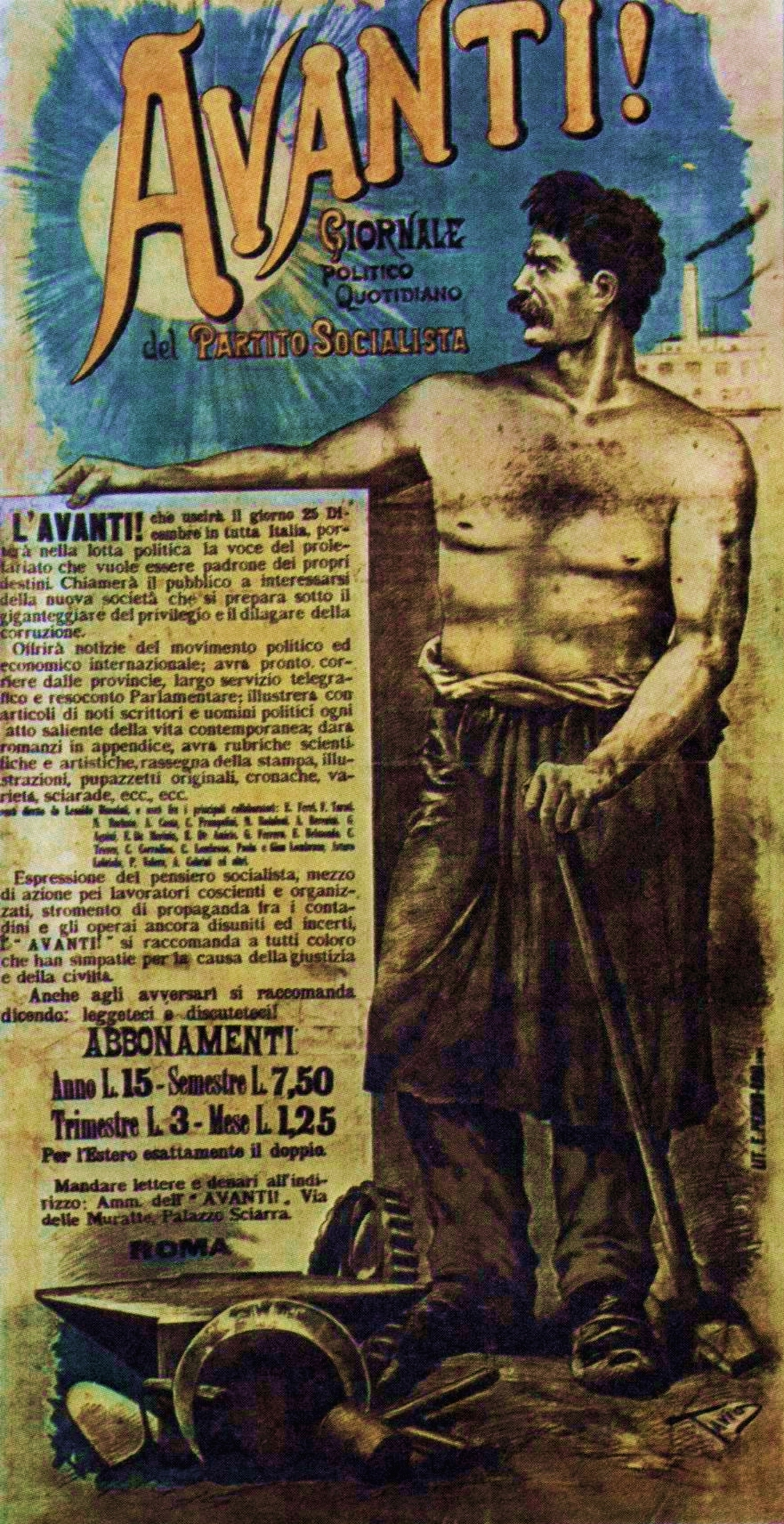
Locandina pubblicitaria pro abbonamento all'Avanti! del 1896

### La fondazione dell'Avanti!
Nel 1896 divenne direttore dell'Avanti!, organo ufficiale del Partito Socialista Italiano.
Nel primo numero del nuovo giornale, nell'editoriale inaugurale ne tracciò un manifesto politico-ideale identitario, lanciando una sfida all'ordine costituito.
Rivolgendosi direttamente al Presidente del Consiglio dei ministri e Ministro dell'Interno dell'epoca Antonio Starabba, marchese di Rudinì, che aveva ammonito i dirigenti e gli iscritti al neonato PSI con l'intimazione: “di qui non si passa”, Bissolati rispose, con un titolo che passerà nella storia del socialismo e del giornalismo, “Di qui si passa”, manifestando la fede e la certezza "scientifica" nell'affermazione delle ragioni dei socialisti e nella conquista del potere da parte dei lavoratori.
Questo titolo verrà poi ripreso da molti direttori dell'Avanti! in occasione di eventi particolarmente importanti della vita del partito e del giornale.
Il 12 maggio del 1899, a causa della repressione governativa a seguito dei moti di Milano, Bissolati venne arrestato insieme a tutta la redazione dell'Avanti. Il giornale poté comunque continuare le sue pubblicazioni sotto la direzione provvisoria di Enrico Ferri. Bissolati venne rilasciato due mesi dopo perché la Camera non diede l'autorizzazione a procedere contro di lui, escludendo che potesse aver preso parte ai tumulti avvenuti a Milano, dove era giunto solo il 9 maggio.
Diede le dimissioni dall'incarico nel 1903, per poi accettare nuovamente la direzione del quotidiano tra il 1908 ed il 1910.

### L'impegno parlamentare e in Massoneria
Alle elezioni politiche del 1895 si candidò come deputato nel collegio di Pescarolo ed Uniti e vinse al ballottaggio contro il candidato del partito conservatore Alessandro Anselmi, ma l'elezione fu in seguito annullata dalla giunta delle elezioni. Nelle elezioni del 1897 si ripresentò nello stesso collegio e vinse al primo turno, sempre contro Anselmi.. Massone, membro del Grande Oriente d'Italia, nel 1902 rappresentò la Loggia "Alsazia-Lorena" al Congresso mondiale del Libero Pensiero a Losanna, nel 1908 presentò alla Camera dei deputati una mozione volta ad abolire l'insegnamento della religione nella scuola elementare (una parte della massoneria appoggiò apertamente la mozione, mentre un'altra parte rifiutava la politicizzazione forzata; lo scontro portò alla scissione il 24 giugno 1908 al Supremo Consiglio d'Italia del Rito scozzese antico ed accettato, con la creazione della Gran Loggia d'Italia).

### L'adesione alla Guerra di Libia e l'interventismo
Nel febbraio del 1912 la sua mancata opposizione alla Guerra di Libia provocò le sue dimissioni da parlamentare e gli valse accuse di sciovinismo da parte di Lenin. Cinque mesi più tardi fu espulso dal Partito Socialista Italiano.
Bissolati fu uno dei più autorevoli leader dell'intervento nella prima guerra mondiale. Si arruolò volontario a 58 anni compiuti nel 4º reggimento alpini, col grado di sergente. Partecipò ai combattimenti per la conquista del Monte Nero; venne ferito due volte e fu decorato di medaglia d'argento. Alternò la permanenza al fronte con soggiorni a Roma per i lavori parlamentari. Nel giugno 1916 entrò come ministro nel governo Boselli con il compito di collegare il governo al fronte. Sotto l'influsso di Cadorna, prese una posizione contro i pacifisti che volevano una pace di compromesso. La tragedia di Caporetto la visse al fronte, portandolo a una grave crisi personale.

### La fondazione del Partito Socialista Riformista Italiano
Bissolati non rinunciò tuttavia all'attività politica, concorrendo alla fondazione del Partito Socialista Riformista Italiano insieme a Ivanoe Bonomi e Angiolo Cabrini.
Il 1º novembre 1917 divenne ministro dell'Assistenza Militare e Pensioni di Guerra del governo Boselli e del successivo governo Orlando. In questo ruolo ebbe contatti diretti con i generali italiani impegnati sul fronte della prima guerra mondiale.
Dopo un violento scontro con il ministro degli esteri Sonnino, il 28 dicembre 1918 rassegnò le dimissioni dal governo.

### Il dopoguerra
Alla fine del conflitto concordò le nuove linee di frontiera in accordo coi princìpi della Società delle Nazioni, ma i contrasti che ne derivarono lo spinsero a dimettersi dal governo il 28 dicembre 1918.
Le sue dimissioni furono messe in relazione a presunti contrasti sorti con Ivanoe Bonomi e suscitarono dubbi e perplessità negli ambienti vicini a Bissolati: mentre "Ernesto Nathan stigmatizzò duramente la decisione di Bissolati, Giuseppe Meoni, che nella giunta esecutiva del Goi ricopriva l’importante carica di grande oratore, difese la scelta dell’esponente social-riformista".

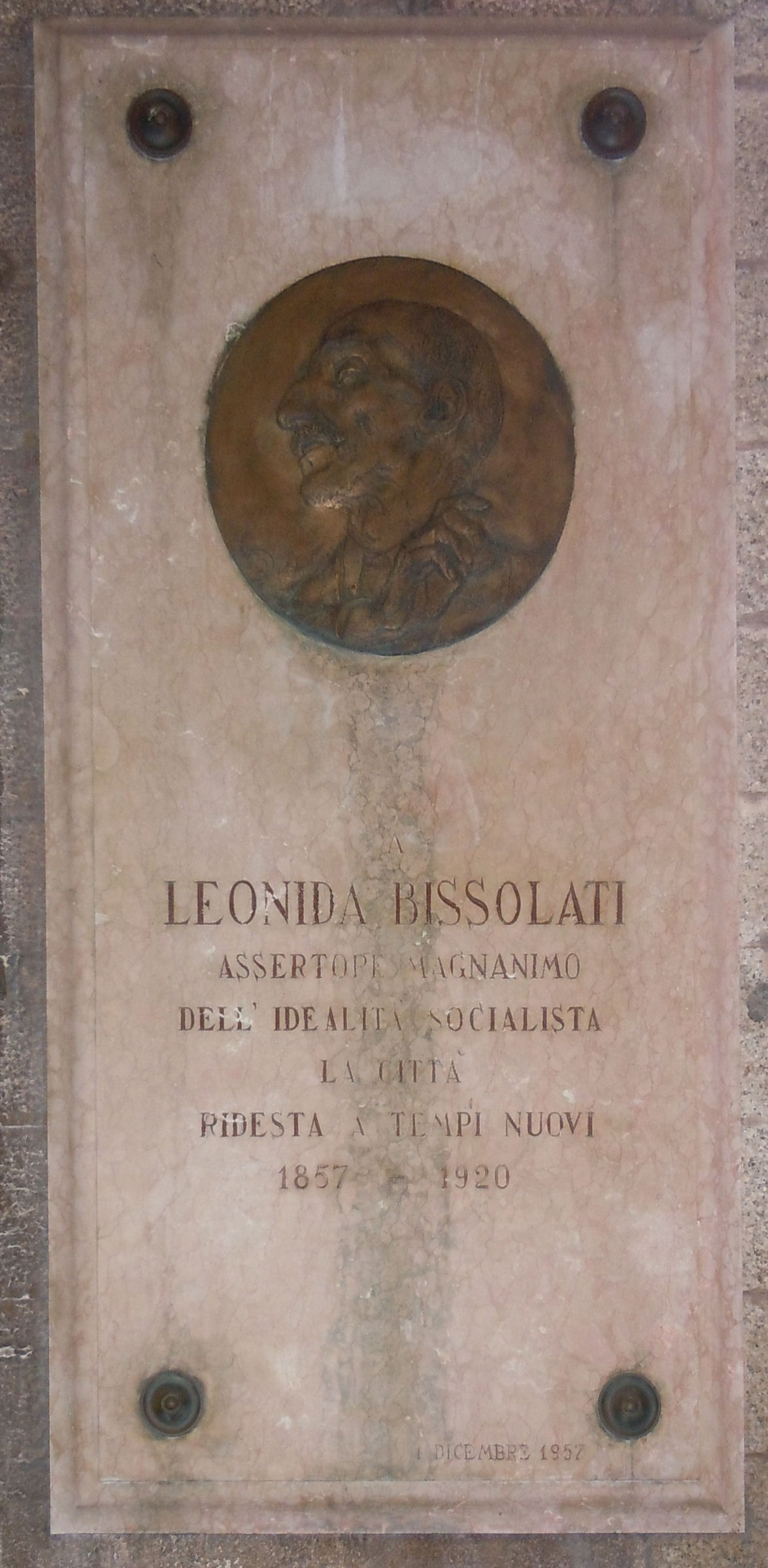
Lapide posta a Cremona

Bissolati volle spiegare pubblicamente la propria posizione tenendo un discorso pubblico a Milano, al Teatro alla Scala. La sera dell'11 gennaio 1919 Bissolati si presentò in un teatro gremito in ogni ordine di posti. Ma la lettura del discorso fu interrotta più volte dalla gazzarra organizzata da Mussolini e Marinetti, in cui nazionalisti, futuristi ed ex combattenti gli impedirono di parlare, senza peraltro essere contrastati dalle autorità pubbliche.
In occasione delle elezioni politiche del 1919, che si tennero in novembre, Bissolati risultò nuovamente eletto nel suo collegio di Cremona.

### L'ultimo saluto dei socialisti
Il 1º maggio 1920 venne posta la prima pietra della nuova sede milanese dell'Avanti! in via Ludovico da Settala, che verrà costruita grazie alla sottoscrizione popolare lanciata all'indomani della devastazione fascista del 15 aprile 1919 della precedente sede di via San Damiano 16:
Leonida Bissolati morì a Roma il 6 maggio 1920 per un'infezione post-operatoria.
È sepolto a Roma nel Cimitero del Verano.

## Riferimenti nella cultura di massa
Il suo nome è citato nel film I cinque dell'Adamello, regia di Pino Mercanti (1954).
Porta il suo nome la Canottieri Leonida Bissolati, associazione sportiva con sede a Cremona.

## Opere
- Diario di Guerra, edizione integrale a cura di Alessandro Tortato, Mursia, Milano (2014) ISBN 978-88-425-4615-3